# Эскесен, Михаэль
Михаэль Эскесен (дат. Michael Eskesen; род. 5 июня 1986, Оденсе) — датский хоккеист, защитник.

## Карьера
Воспитанник клуба «Оденсе Бульдогс», в котором Эскесен начинал свою карьеру. В дальнейшем защитник выступал за другие ведущие датские команды. С 2017 года Эскесен выступает за норвежский «Стьернен», где он является капитаном команды.

## Сборная
Михаэль Эскесен вызывался в юношеские и молодежные команды страны. За Данию защитник выступал на Чемпионатах мира 2011 и 2012 годов. Причем на втором из них он был внесен в заявку национальной команды уже во время турнира. Также хоккеист в 2009 году участвовал в квалификационном турнире за право выхода на Зимние Олимпийские игры в Ванкувере.

## Достижения
- Чемпион Дании (3): 2013, 2014, 2015.
- Обладатель Кубка Дании (3): 2003, 2006 2013.
- Финалист Кубка Дании (3): 2007, 2014, 2015.